# Baška (Croacia)
Baška es un municipio de Croacia en el condado de Primorje-Gorski Kotar.

## Geografía
Se encuentra a una altitud de 17 m s. n. m. a 202 km de la capital nacional, Zagreb.

## Demografía
En el censo 2011 el total de población del municipio fue de 1 674 habitantes, distribuidos en las siguientes localidades:
- Baška -  981
- Batomalj -  141
- Draga Bašćanska - 253
- Jurandvor - 299

| Gráfica de población de Baška 1857-2011                             |
|                                                                     |
| Según los censos de población de la oficina estadística de Croacia. |

## Galería

Vista panorámica de Baška